# Pianoforte (pel·lícula)
Pianoforte és una pel·lícula dramàtica italiana del 1984. És la primera pel·lícula de la directora Francesca Comencini.

## Argument
És la història de dos drogodependents, la Maria i el Paolo, que intenten alliberar-se de l'addicció a l'heroïna perquè s'estimen. La difícil lluita contra les drogues els porta a una decisió contrària: Paolo se suïcida i Maria decideix viure amb ell o sense.

## Repartiment
- Giulia Boschi: Maria
- François Siener: Paolo
- Giovannella Grifeo: Alessandra
- Karl Zinny: Robertino
- Marie-Christine Barrault: Mare de Maria

## Premis
Pianoforte va guanyar el premi "De Sica" a la 41a Mostra Internacional de Cinema de Venècia de 1984.
Per a la seva actuació Giulia Boschi, al seu debut cinematogràfic, va ser guardonada com a millor actriu al Festival de cinema de Rio de Janeiro i va guanyar el Nastro d'Argento a la millor actriu debutant.